# Monica Coleman (Filmeditorin)
Monica Coleman (* 20. Jahrhundert) ist eine französische Filmeditorin.
Monica Coleman ist seit Mitte der 1980er Jahre als Editorin tätig, wobei sie die ersten Jahre als Schnitt-Assistentin arbeitete. Sie war an mehr als 55 Filmproduktionen beteiligt und arbeitete mehrmals mit dem Regisseur François Ozon zusammen.

## Filmografie (Auswahl)
- 1988: Chocolat – Verbotene Sehnsucht (Chocolat)
- 1989: Kommissar Navarro (Navarro, Fernsehserie, eine Folge)
- 1993: La vis (Kurzfilm)
- 1998: Männer sind auch nur Frauen (L’Homme est une femme comme les autres)
- 1998: American Cuisine (Cuisine américaine)
- 2003: Swimming Pool
- 2004: 5×2 – Fünf mal zwei (5×2)
- 2005: Die Zeit die bleibt (Le Temps qui reste)
- 2006: Keine Lüge ohne dich (Mauvaise foi)
- 2010: Nur für Personal! (Les femmes du 6e étage)
- 2011: Omar – Ein Justizskandal (Omar m’a tuer)
- 2012: Paris-Manhattan
- 2012: Die Köchin und der Präsident (Les saveurs du palais)
- 2013: Molière auf dem Fahrrad (Alceste à bicyclette)
- 2014: Super-Hypochonder (Supercondriaque)
- 2014: Bodybuilder
- 2015: Floride
- 2016: Monsieur Chocolat (Chocolat)
- 2017: Django – Ein Leben für die Musik (Django)
- 2017: Ein königlicher Tausch (L’échange des princesses)
- 2018: Ein Dorf zieht blank (Normandie Nue)
- 2019: Roads
- 2022: Der geschenkte Freund (Le nouveau jouet)
- 2023: Une nuit
- 2024: Le tableau volé
- 2024: Oxana – Mein Leben für Freiheit (Oxana)